# Józef Gawor

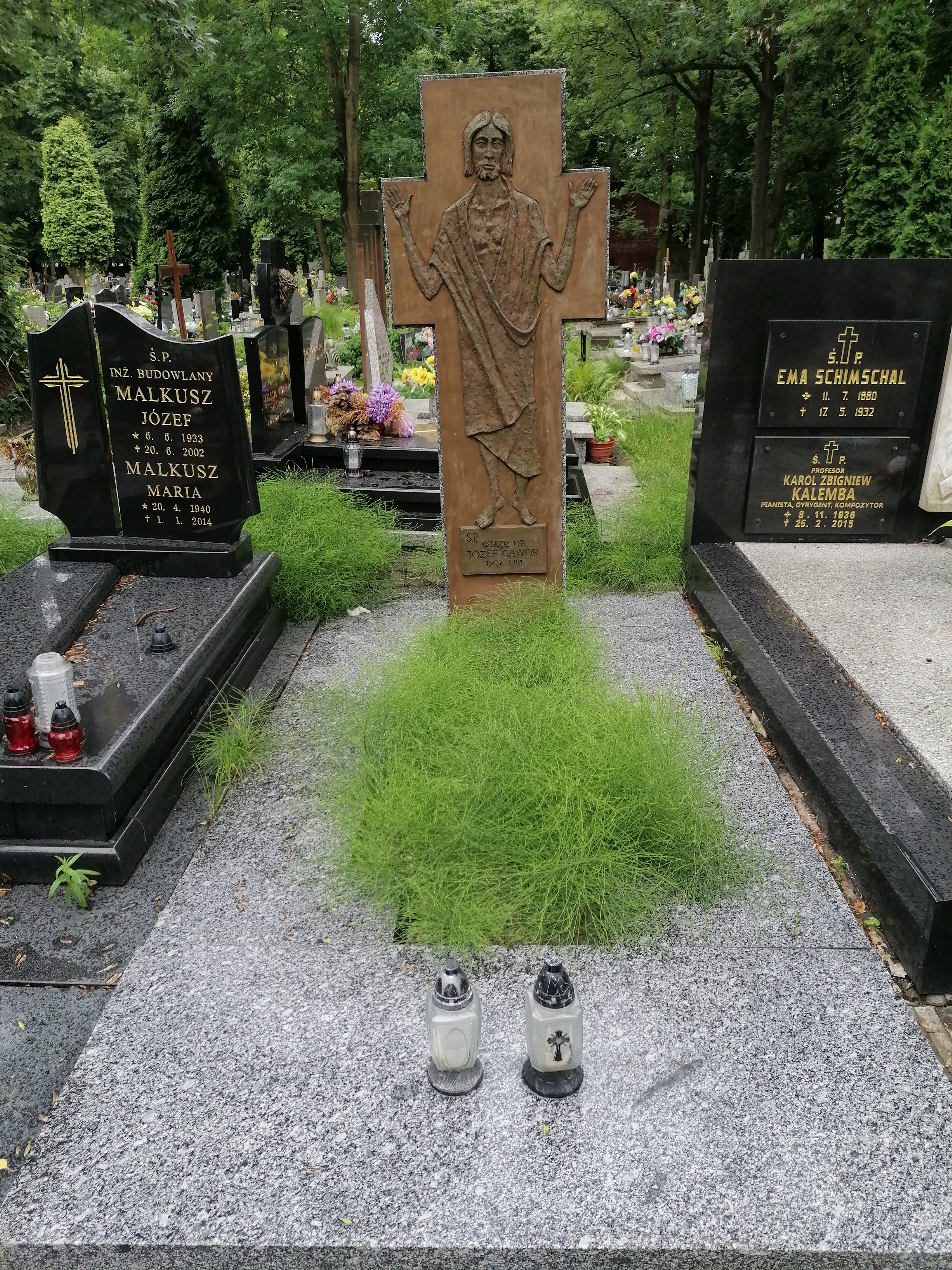
Grób ks. Gawora, Katowice, ul. Francuska

Józef Gawor (ur. 12 lutego 1907 w Dąbrówce Małej, zm. 16 kwietnia 1981 w Rybniku) – ksiądz katolicki, doktor teologii, redaktor naczelny tygodnika „Gość Niedzielny” w latach 1956–1974.

## Historia
Józef Gawor urodził się w Dąbrówce Małej 12 lutego 1907 roku, w rodzinie Klemensa, nadgórnika i Albiny z d. Stachowskiej. Naukę na poziomie gimnazjum rozpoczął w Państwowym Gimnazjum Niemieckim w Mysłowicach. Następnie kontynuował w Państwowym Gimnazjum w Katowicach, gdzie zdał maturę w 1926 roku. Po studiach w Wyższym Śląskim Seminarium Duchownym w Krakowie przyjął święcenia kapłańskie z rąk bpa Stanisława Adamskiego 21 czerwca 1931 roku.
Skierowano go do posługi katechety w szkołach średnich na terenie Górnego Śląska. Przed wybuchem II wojny światowej w 1938 roku został mianowany kapelanem hufca harcerskiego żeńskiego w Świętochłowicach. Niemcy aresztowali go 24 maja 1940 roku. Został uwięziony w obozie koncentracyjnym w Dachau (nr 12926). Następnie przewieziono go do obozu w Gusen, skąd powrócił do Dachau i zmieniono jego numer obozowy na 22067. W obozie pomagał ks. Emilowi Szramkowi. Po interwencji katowickiego wikariusza generalnego ks. Franciszka Woźnicy ks. Gawor został zwolniony 24 kwietnia 1942 roku. Po powrocie na Śląsk i odbyciu kuracji pracował w: Kończycach Wielkich, katowickim Załężu, Wodzisławiu Śląskim i Ćwiklicach.
Po wojnie pracował w szkołach na terenie Katowic. Był, m.in., kapelanem Wyższego Studium Nauk Społeczno-Gospodarczych w Katowicach. W grudniu 1949 został prezesem Diecezjalnego Związku Caritas. W 1952 roku obronił pracę doktorską na podstawie dysertacji Wskazania pedagogiczne św. Hieronima a wychowanie greckie i grecko-rzymskie na Uniwersytecie Jagiellońskim. Za swoje krytyczne stanowisko wobec procedury powołania ks. Filipa Bednorza na urząd wikariusza kapitulnego w Katowicach, utracił stanowisko w Referacie Duszpasterskim Kurii Diecezjalnej. W okresie wygnania biskupów katowickich pozostał im lojalny. Angażował się w sprowadzenie biskupów do diecezji w 1956 roku. W latach 1956–1974 był redaktorem naczelnym tygodnika „Gość Niedzielny”. Odmówił przyjęcia godności tajnego szambelana w 1962 roku. Przewodniczył diecezjalnej Komisji Sztuki Sakralnej, był cenzorem książek, głosił serie rekolekcji w parafiach i do księży i zakonnic. Zmarł w Rybniku podczas głoszenia rekolekcji w kościele św. Antoniego 16 kwietnia 1981 roku. Został pochowany na cmentarzu katolickim przy ul. Francuskiej w Katowicach.
Ks. Gawor został upamiętniony w sali duchowieństwa Panteonu Górnośląskiego w katowickiej archikatedrze.